# 艾哈迈德·艾特根
艾哈迈德·艾特根（土耳其語：Ahmet Ertegün，英语发音：/ˈɑːmɛtˈɛrtəɡən/，土耳其語發音：[ahˈmet eɾteˈɟyn]；1923年7月31日—2006年12月14日），土耳其音乐人、作曲家、慈善家。

## 生平
作为大西洋唱片公司的创始人和主席，他以发掘和培养众多著名节奏蓝调和摇滚乐歌手而出名。他本人自己也创作蓝调音乐和流行音乐歌曲，并任摇滚名人堂的主席。他被称为“当代唱片产业中最重要的人物之一” 。
他作为连接美国和土耳其之间的纽带，为家乡作出贡献的同时，也任美国土耳其人协会的主席一职长达20年直至去世。他还创立了北美足球联赛的纽约宇宙俱乐部。